# Plectus minimus
Plectus minimus är en rundmaskart som beskrevs av Nathan Augustus Cobb 1893. Plectus minimus ingår i släktet Plectus och familjen Plectidae. Arten är reproducerande i Sverige. Inga underarter finns listade i Catalogue of Life.